# Jairo Perera
Jairo Perera Viedma es un artista español nacido en Santa Coloma de Gramanet (Barcelona), más conocido como Muchachito.

## Carrera
Actualmente, es líder del grupo Muchachito Bombo Infierno, cantante, guitarrista y compositor de la banda.
Jairo empezó su carrera como músico de calle, por lugares tan distintos como Lloret de Mar, Barcelona o París. Más tarde formó el grupo "Trimelón de Naranjus", con varios amigos, y grabó dos discos en los años 1997 y 2000. Tras la disolución del grupo, ha hecho espectáculos por los bares mezclando su música, monólogos y "boxeo" en un pequeño cabaré que ha paseado el Rumboxing (rumba, swing y combate cuerpo a cuerpo) por ciudades como Madrid, Burgos o Palma de Mallorca.
Su éxito y reconocimiento vino al frente del grupo Muchachito Bombo Infierno con el que, desde 2005, ha lanzado cuatro álbumes y recorrido muchos kilómetros encima de los escenarios.

## Discografía

### "Trimelón de Naranjus"
- Zumo para tus orejas (1997).
- Que vida más perra (2000).

### "Muchachito Bombo Infierno"
- Vamos que nos vamos (2005).
- Visto lo visto (2007).
- Idas y vueltas (2010).
- El Jiro (2016).
- Que puede salir mal (2023).